# جو سالم
جو سالم (بالإنجليزية: Joe Salem)‏ (30 يناير 1987 في الولايات المتحدة - ) هو لاعب كرة قدم أمريكي في مركز الوسط. لعب مع Puerto Rico Islanders ‏ ودي موين  مانس ‏.

## وصلات خارجية
- جو سالم على موقع قاعدة بيانات كرة القدم.إي يو (الإنجليزية)